# 217 Евдора
217 Евдора (217 Eudora) — астероїд головного поясу, відкритий 30 серпня 1880 року у Марселі.